# Daniel Clark (Basketballspieler)
Daniel Mark Clark (* 16. September 1988 in Greenwich, London)  ist ein britischer Basketballspieler. Er spielt seit 2003 in Spanien und debütierte im Dezember 2006 in der höchsten spanischen Liga ACB für CB Estudiantes in Madrid. Er ist Mitglied der britischen Nationalmannschaft und war mit ihr Teilnehmer der EM-Endrunde 2011 sowie an den Olympischen Spielen 2012 in seiner Heimatstadt London.

## Karriere
Clark verließ wie viele seiner späteren britischen Nationalmannschaftskollegen früh sein Heimatland, das nur über wenig Tradition im Basketball verfügt und daher auch wenig spielerische Herausforderungen gerade im Nachwuchsbereich. Mit knapp 15 Jahren wechselte er auf die Nachwuchsakademie des traditionsreichen spanischen Erstligaklubs CB Estudiantes aus der spanischen Hauptstadt Madrid. Nachdem Clark bei der U18-Europameisterschaft 2006 für die englische Auswahl in der Division B zu den fünf besten Spielern des Nachwuchsturniers gezählt wurde, debütierte er in der Spielzeit 2006/07 mit gut 18 Jahren erstmals in der Seniorenmannschaft von Estudiantes in der Liga ACB. In dieser Spielzeit wurde er noch sechs weitere Male in der Profimannschaft eingesetzt. Am Ende der Spielzeit verpasste der Verein mit dem neunten Platz nur knapp den Einzug in die Play-offs um die spanische Meisterschaft und war erstmals seit 1990 nicht mehr unter den acht Erstplatzierten platziert. In den folgenden beiden Spielzeiten wurde Clark nur wenig bei CB Estudiantes, sondern jeweils frühzeitig an den klassentieferen galicischen Basketballklub Leche Río Breogán aus Lugo in der LEB Oro verliehen.

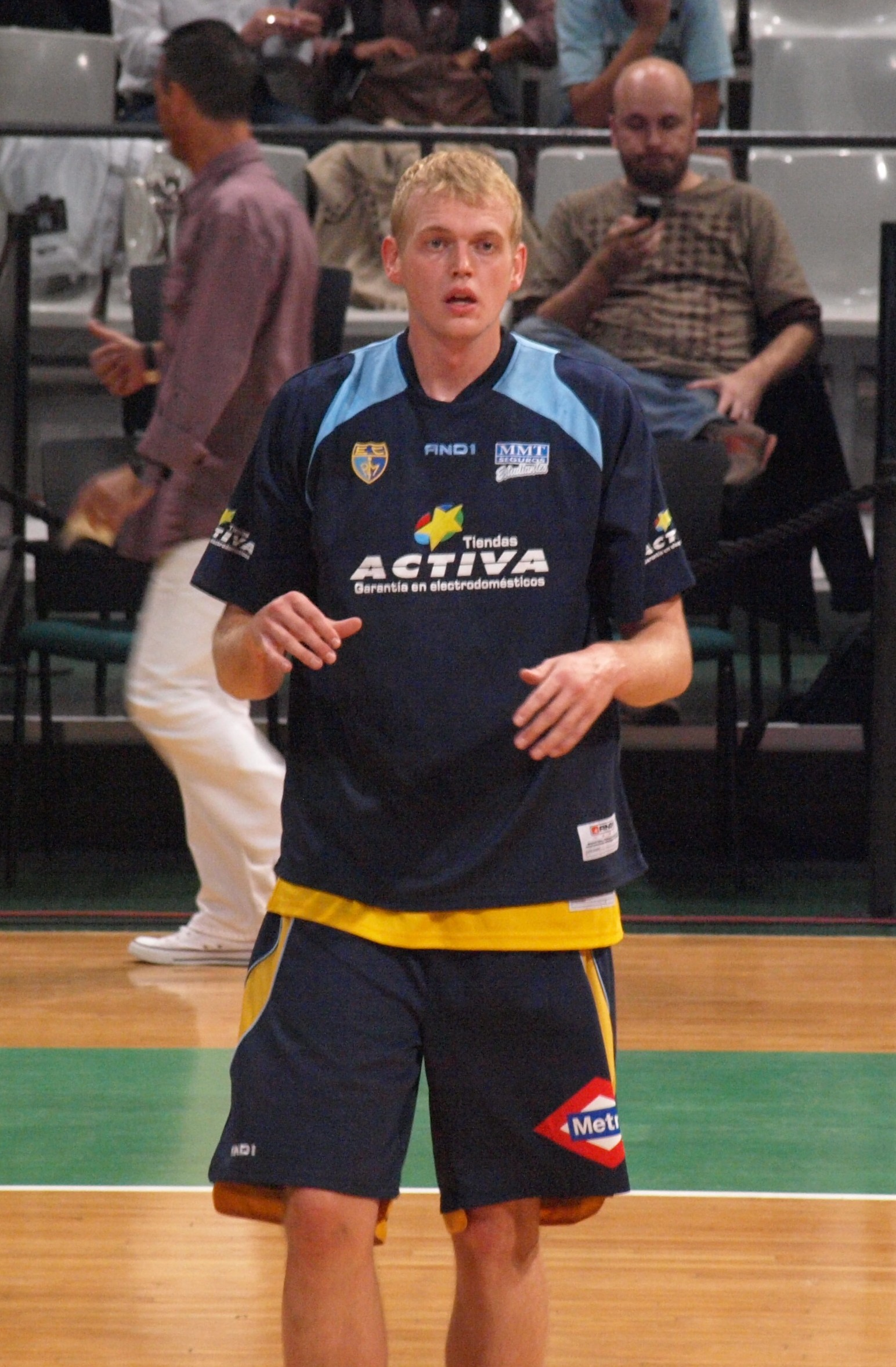
Daniel Clark (2008)

In der Spielzeit 2009/10 blieb Clark dann bei CB Estudiantes und wurde auch in der Mehrzahl der Spiele eingesetzt bei knapp zwölf Minuten Einsatzzeit pro Spiel. Nachdem Estudiantes in den beiden Spielzeiten zuvor eher gegen den Abstieg gespielt hatte, erreicht man nach dem siebten Platz in der Abschlusstabelle der regulären Saison erstmals wieder die Play-offs. Dort blieb man in der ersten Runde gegen den späteren Meister Caja Laboral sieglos. Clark hatte sich mittlerweile fest in den Kader der britischen Nationalmannschaft gespielt, die 2006 anlässlich der Vergabe der Olympischen Spiele 2012 in Clarks Heimatstadt London neu formiert worden war und die bisherigen Nationalmannschaften Englands, Schottlands und Wales’ auf höchster Ebene abgelöst hatte. Diesem Team gelang im Sommer 2010 erneut die Qualifikation für die EM-Endrunde 2011. Im zweitwichtigsten europäischen Vereinswettbewerb Eurocup 2010/11 erreichte Asefa Estudiantes das Viertelfinale, während man in der spanischen Meisterschaft in der Saison 2010/11 erneut die Play-off-Plätze verpasste. Mit der britischen Nationalmannschaft erreichte er 2011 bei der EM-Endrunde in Litauen die ersten beiden Siege in einer Endrunde, doch nach fünf Spielen musste man nach der ersten Runde die Titelkämpfe wieder verlassen. 
Für die Spielzeit 2011/12 lief es für den ewigen Erstligisten Estudiantes in der spanischen Meisterschaft noch schlechter. Man beendete die Saison auf dem vorletzten Tabellenplatz und wäre aus der höchsten Klasse abgestiegen, wenn nicht dem potentiellen Aufsteiger CB Gran Canaria aus wirtschaftlichen Gründen die Erstligalizenz verweigert worden wäre. Clark hingegen konnte sich den Traum von Olympischen Spielen in seiner Heimatstadt verwirklichen, im olympischen Basketballturnier erreichte man in der Vorrunde jedoch nur einen Sieg in fünf Spielen und schied damit vor der Medaillenrunde aus. Mit seinem Verein Estudiantes schaffte Clark in der Saison 2012/13 auf dem zwölften Platz sicher den Klassenerhalt. Anschließend wechselte er zum Ligakonkurrenten CAI Basket 2002 aus Saragossa.